# Traité de la Barrière (1715)
Pour les articles homonymes, voir Traité de la Barrière.
Le traité de la Barrière est un traité signé entre l'Empereur, le roi de Grande-Bretagne et les états généraux des Provinces-Unies, le 15 novembre 1715 à Anvers.
Ce traité fait suite à divers traités signés dans le cadre de la guerre de Succession d'Espagne (1701-1714) : les traité d'Utrecht (1713), le premier traité de la Barrière (1713), le traité de Rastatt (1714) et le traité de Baden (1714). Il a été signé deux mois après la mort de Louis XIV de France.
La finalité du traité est de créer une barrière au nord de la France pour protéger les Provinces-Unies d'une nouvelle invasion française.
Ce traité règle les modalités de transfert des Pays-Bas espagnols à l'Autriche, à savoir le droit de garnison de troupes néerlandaises dans des places fortes des Pays-Bas autrichiens, la modification de limites de frontières entre les Pays-Bas autrichiens et les Provinces-Unies ainsi que les remboursements autrichiens à l'attention des Néerlandais.
Si les habitants des Pays-Bas méridionaux sont satisfaits de la fin de la guerre de Succession d'Espagne qui a ravagé leur pays, ils sont indifférents à l'arrivée des Autrichiens. Par contre certains s'élèvent contre ce traité et plus particulièrement contre les Provinces-Unies qui annexent une partie de leur territoire, qui peuvent occuper des places fortes et qui vont ponctionner les ressources financières de leurs Provinces.
Ce traité de la Barrière est mal accueilli par les habitants des Pays-Bas, particulièrement les articles XXVI, XXVII, XXVI et l'article séparé et secret. Les États de Brabant et de Flandre envoient des députés auprès de l'empereur pour lui présenter leurs doléances.
Ces députés expriment leurs doléances sur le contenu du traité auprès de l'empereur Charles VI, une délégation est reçue le 31 décembre 1715 par l'empereur, qui leur répond le 2 mai 1716 et charge le marquis de Prié de renégocier certains points avec les Britanniques et les Néerlandais. C'est ainsi qu'une convention est signée le 22 décembre 1718, révisant certains articles du traité de la Barrière.

## Historique
L'empereur Charles VI charge le comte Joseph Lothar von Königsegg-Rothenfels de régler les affaires des Pays-Bas avec les états généraux. Les conférences relatives à la barrière commencent le 17 septembre 1714, avec 4 députés des états généraux et le général Cadogan pour l'Angleterre. Le traité est finalement conclu le 15 novembre 1715, après 48 conférences.

## Contenu du traité
L'article I confirme la cession aux États de la Maison d'Autriche en Allemagne des Provinces et Villes des Pays-Bas espagnols.
L'article II impose à l'Autriche de ne céder aucune partie des Pays-Bas à la France ou autre État.
L'article III confirme la notion de Barrière promise pour protéger les Provinces-Unies et impose à l'Autriche d'entretenir un corps de 25 à 30 000 hommes sur ce territoire.
L'article IV accorde aux Provinces-Unies le droit de garnison à Furnes, le fort de Knokke, Ypres, Warneton, Menin, Tournai et Namur.
L'article V convient d'une garnison commune autrichienne et néerlandaise à Termonde et impose à l'Autriche de laisser aux troupes néerlandaises le libre accès à leurs places.
L'article VI accorde aux Provinces-Unies d'installer un gouverneur et un état-major dans chacune de leurs places.
L'article VII impose à ces gouverneurs et états-majors de prêter serment de fidélité à l'Autriche tout en restant aux seuls ordres des Provinces-Unies.
L'article VIII. Les troupes néerlandaises doivent rendre les honneurs au Gouverneur des Pays-Bas.
L'article IX accorde la liberté de religion aux troupes néerlandaises en garnison, mais aussi aux habitants des Pays-Bas.
L'article X donne accès à la logistique pour le réapprovisionnement des garnisons néerlandaise.
L'article XI autorise le déplacement des troupes néerlandaises dans les Pays-Bas sans préjudices pour les habitants.
L'article XII autorise les Provinces-Unies à renforcer librement leurs places en cas de guerre.
L'article XIII autorise le renforcement des fortifications des villes et places de garnison sous réserve d'informer le Gouverneur des Pays-Bas et d'entendre son avis.
L'article XIV octroie le libre accès des messagers militaires néerlandais vers les places de garnison. Le courrier particulier devant être transmis par le service postal.
L'article XV précise que les arsenaux des villes de garnisons deviennent la propriété des Provinces-Unies.
L'article XVI autorise les Provinces-Unies à installer des lignes défensives sur le Démer, l'Escaut ou la Meuse en cas d'entrée de troupes ennemies dans le Brabant.
L'article XVII autorise la présence de troupes néerlandaises et l'occupation de forts frontaliers des Pays-Bas de l'Escaut jusqu'à la mer. À cet effet la frontière entre les Provinces-Unies et les Pays-Bas est revue.
L'article XVIII confirme la cession de l'Autriche aux Provinces-Unies de Venlo, de Stevensweert et d'autres places et villages en Gueldre espagnole.
L'article XIX précise le montant que l'Autriche va payer aux Provinces-Unies pour l'entretien annuel des garnisons (500 000 écus ou 1 250 000 florins).
L'article XX précise que l'Autriche reconnaît les décisions judiciaires, de police et financières prises dans les Pays-Bas espagnols pendant l'occupation par les institutions britanniques et néerlandaises.
L'article XXI confirme les mêmes reconnaissances pour les territoires conquis sur la France et pour la Gueldre.
Les articles XXII, XXIII et XXIV précisent que l'Autriche reconnaît les obligations financières passées par l'Espagne depuis 1698 au profit des Provinces-Unies ainsi que les levées d'argent faites pendant l'occupation des Pays-Bas espagnols pour l'entretien des troupes britanniques et néerlandaise.
L'article XXVII décrète que la citadelle de Liège et le château de Huy seront rasés et démolis.
Signataires :
- Le feld-maréchal Joseph Lothar von Königsegg-Rothenfels, ministre plénipotentiaire de l'empereur Charles VI ;
- le comte William Cadogan, ministre plénipotentiaire de sa Majesté britannique le roi Georges ;
- Brunonis van Duffen, ministre plénipotentiaire des états généraux des Provinces-Unies ;
- Le Comte Adolph Henri de Rechteren, ministre plénipotentiaire des états généraux des Provinces-Unies ;
- Scatonis de Gockinga, ministre plénipotentiaire des états généraux des Provinces-Unies ;
- Adrien de Bofferle de Geldermalsen, ministre plénipotentiaire des états généraux des Provinces-Unies.

En vertu de ce traité, les Néerlandais évacuent Ostende, Nieuport, Mons, Ath, Charleroi, Huy, Liège et Luxembourg. Par contre, l'Empereur cède aux Néerlandais des parties de la Gueldre.
Après l'échange de ce traité, les ministres des deux puissances maritimes remettent l'administration du pays au comte de Königsegg.